# Taşlıtepe, Çarşıbaşı
Taşlıtepe là một xã thuộc huyện Çarşıbaşı, tỉnh Trabzon, Thổ Nhĩ Kỳ. Dân số thời điểm năm 2011 là 235 người.